# Magashegyi Underground

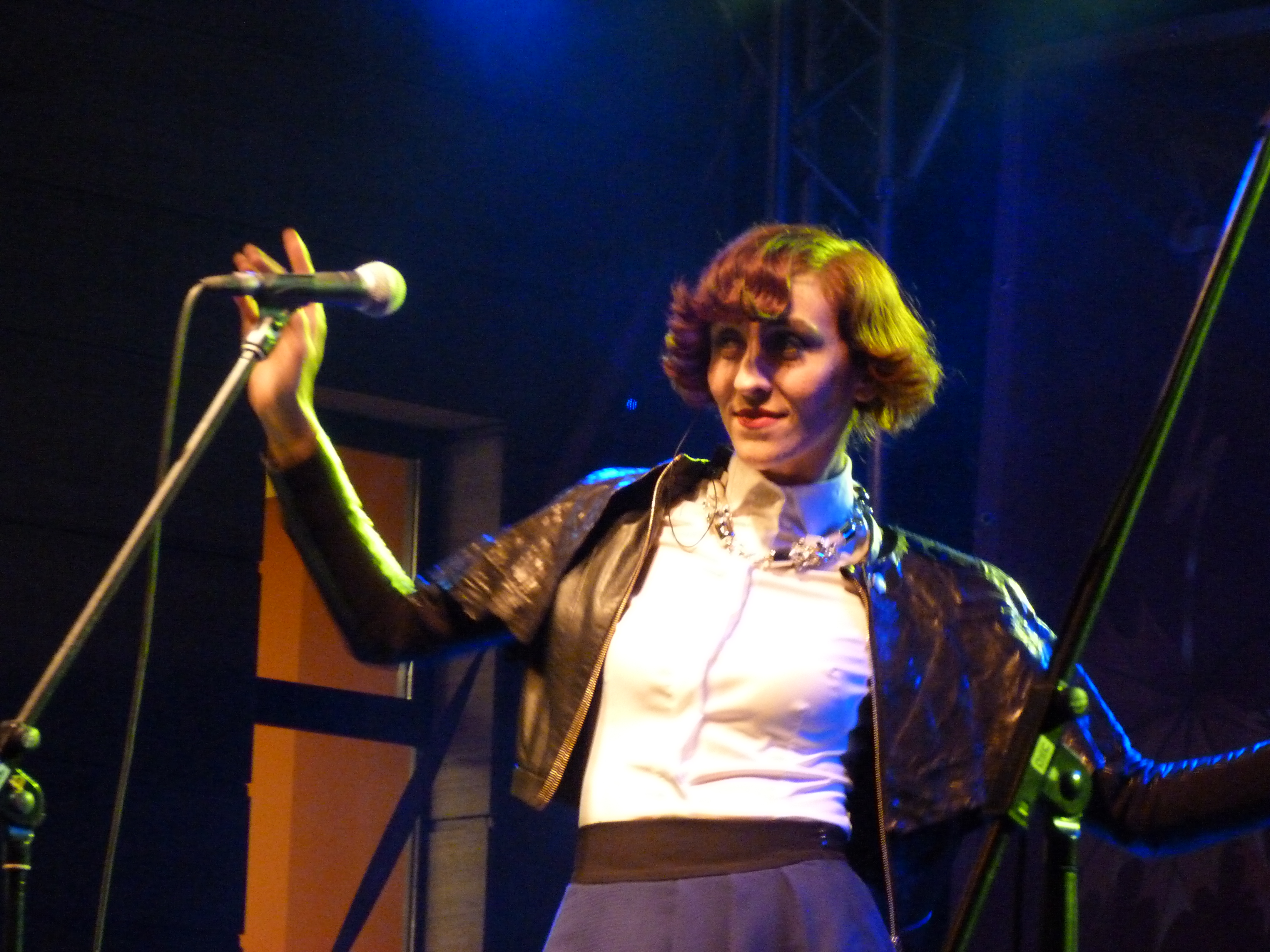
Bocskor Bíborka

A Magashegyi Underground egy magyar alternatív rock együttes.

## Története
A zenekart 2004-ben alapította Fodor Máriusz és Kardos-Horváth János egy tatabányai főiskolán, akkor még egy másik énekesnővel, azonban a Kaukázus sikerei miatt a projekt a háttérbe szorult. A két zenész ennek ellenére nem mondott le róla, és 2006-ban megkeresték Bocskor Bíborkát, aki a Megasztár harmadik évadában tűnt fel és vele együtt rögzítették a Szeplős váll című dalt. A dal 2007-ben nagy sikereket ért el köszönhetően a megújult Petőfi Rádiónak és a frissen alakult magyar Music Television-nek.
A dalt és a zenekart is jelölték a 2008-as Fonogram-díjkiosztón. 2007. november 20-án jelent meg Szeplős váll című négy dalt tartalmazó maxi kislemezük a CLS kiadónál. A siker ellenére a zenekar tagjai inkább a Kaukázusra akartak koncentrálni, ezért a Magashegyit jegelték, és Bocskor Bíborka is kiszállt az együttesből.

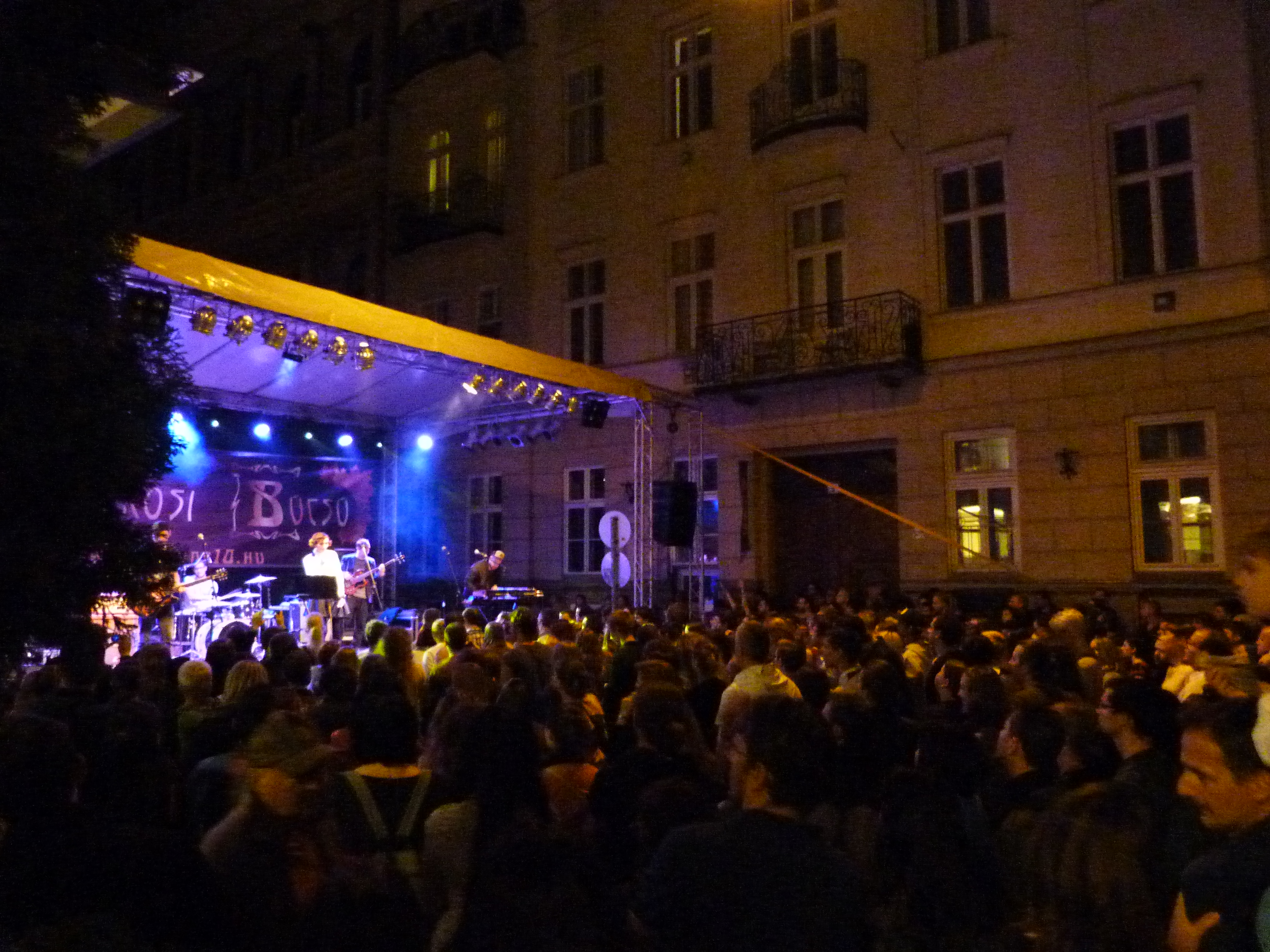
Magashegyi Underground a Terézvárosban

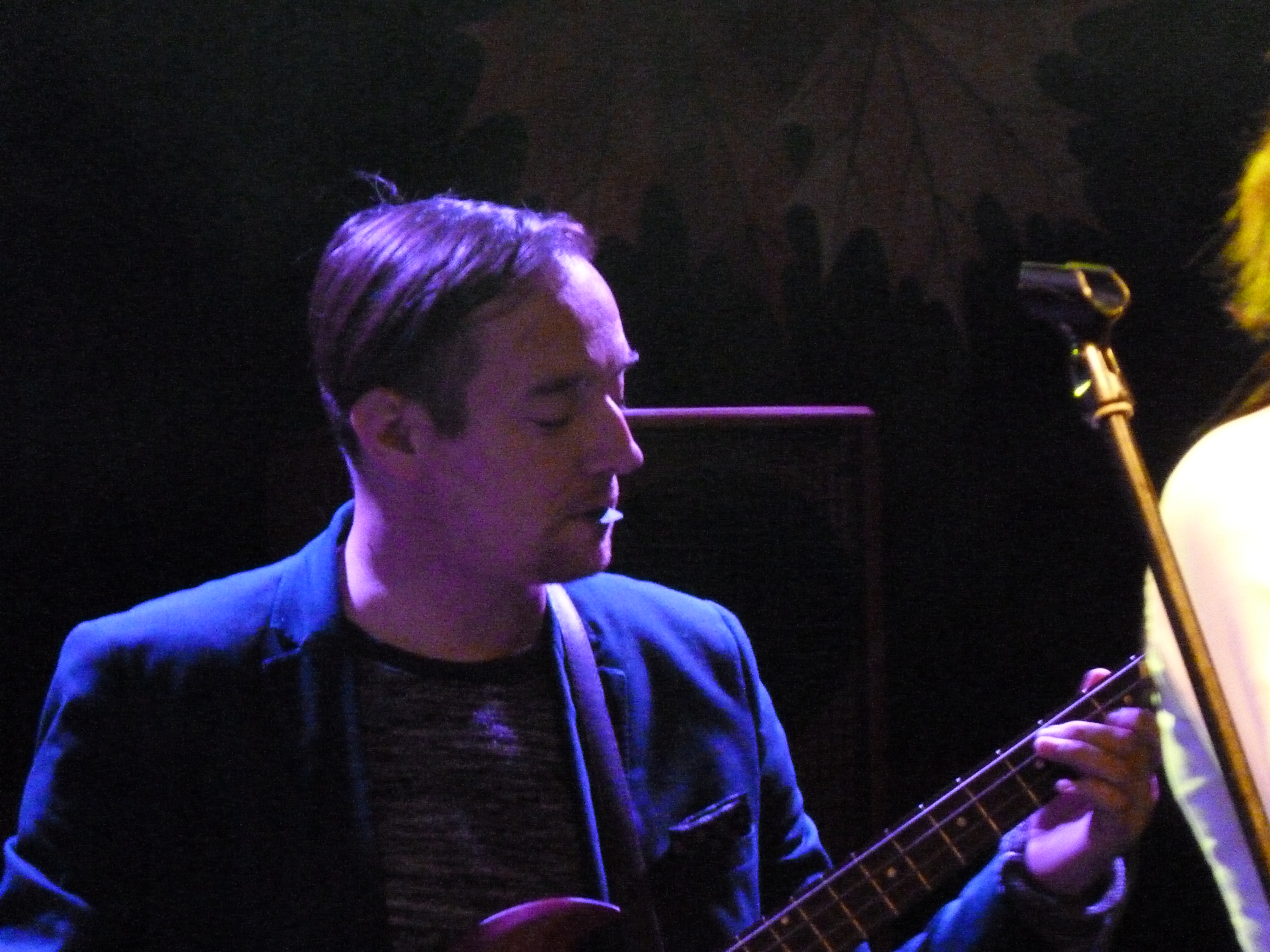
A Terézvárosban

A Magashegyi Underground közel 12 hónap szünet után 2009-ben indult újra új felállással, körülbelül a Kaukázus feloszlásával egy időben. Még ősszel stúdióba vonultak, és 2010 januárjában kiadták Szívtakarítás című EP-jüket, ami négy dalt tartalmazott, és a zenekar weboldaláról lehetett letölteni. A tervek szerint tavasszal jelent volna meg első nagylemezük, de az Ezer erdő végül 2010. október 29-én debütált a Tom-Tom Records gondozásában. Az album szövegeit a Péterfy Bori & Love Band-ből és az Amorf Ördögökből ismert Tariska Szabolcs írta.
A lemezt először a Lángoló Gitárok internetes zenei magazinon lehetett meghallgatni. Az album legsikeresebb dala a Metróhuzat című szám lett, ami tévés és rádiós listákon egyaránt jól szerepelt. Ebben az évben léptek fel először a Sziget Fesztiválon. Az Ezer erdő című lemezt jelölték a 2011-es Fonogram díj átadásán az év hazai alternatív albuma kategóriában. Az albumot 2011. január 29-én egy ingyenesen letölthető 8 számos tükörlemez, az Ezer város követte, amin eddig kiadatlan felvételek, B-oldalas dalok és friss remixek szerepeltek. A lemezt a Recorder internetes magazinon lehetett meghallgatni és letölteni.
A zenekar 2011 áprilisában kiadott egy Ragyogás című kislemezt is, amit ugyancsak ingyen lehetett letölteni a Lángoló Gitárokról, és őszre tervezték a második nagylemezt. Ennek ellenére a második nagylemez egészen 2013 májusáig váratott magára. Bár a lemezbemutató koncert 2013. április 13-án volt az Akvárium Klubban, és az eredeti tervek szerint április 30-án jelent volna meg a Tegnapután című lemez, ami végül 2013. május 29-én jelent meg a Tom-Tom Records gondozásában. A lemezen közreműködött a 30Y frontembere, Beck Zoltán, és az Akkezdet Phiai tagja, Závada Péter is.
2015-ben érkezett meg a Szemszavak középlemez, év végén pedig a 'Vágta' című dallal jelentkeztek, ami a 2016-os, harmadik nagylemezük előfutára. Októberben országos turnéra indultak a Kaukázussal. A következő évben jelent meg "Talált tenger" című lemezük.

## Diszkográfia

### Nagylemezek
- Ezer Erdő (2010. 10. 29.) – Tom-Tom Records
- Tegnapután (2013. 05. 29.) – Tom-Tom Records
- Talált tenger (2016. 04.) – Gold Record
- Titkos életem (2020. 12. 25)

### Kislemezek,EP-k,maxik
- Szeplős váll Maxi (2007. 11. 20.) – CLS Records
- Szívtakarítás EP (2010. 01.)
- Ezer város (2011. 01. 29.)
- Ragyogás EP (2011. 04.)
- Szemszavak EP (2015. 04.) – Gold Record

## Tagok
- Bocskor Bíborka
- Fűrész Gábor
- Szabó Imre
- Fodor Máriusz
- Szepesi Mátyás
- Toldi Miklós

Továbbá
- Tariska Szabolcs
- Szalai Anesz
- Szakál Tamás

## Díjak
Jelölve
- A 2008-as Fonogram-díjkiosztó Az év felfedezettje és Az év dala kategóriában a Szeplős váll című dalért.
- A 2011-es Fonogram-díjkiosztó Az év hazai alternatív albuma kategóriában az Ezer erdő című albumért.